# Golemo Butjino
Golemo Butjino (bulgariska: Големо Бучино) är ett distrikt i Bulgarien.   Det ligger i kommunen Obsjtina Pernik och regionen Pernik, i den västra delen av landet, 18 km väster om huvudstaden Sofia.
Omgivningarna runt Golemo Butjino är en mosaik av jordbruksmark och naturlig växtlighet. Runt Golemo Butjino är det ganska tätbefolkat, med 199 invånare per kvadratkilometer.